# Michael Vester
Michael Vester er en dansk fodboldspiller, der spiller for Århus Fremad. Han kommer fra årgang '88 fra AGF, der vandt DM i juniorliga, ligesom Michael Lumb, Morten Beck Andersen, Niels Kristensen, Anders Syberg, Jesper Blicher og Frederik Krabbe, som alle har haft debut på AGF's 1.hold.